# 殷光临
殷光临（1957年2月—），男，中国共产党党员，中华人民共和国政治人物。

## 生平
殷光临1982年毕业于安徽师范大学中文系，同年进入淮南市委宣传部工作。曾任淮南市委宣传部办公室副主任、主任。1990年任淮南市委办公室副主任（正县级）。1993年任淮南市委副秘书长，后兼任淮南市委办公室主任。1997年至1999年在安徽大学研究生课程进修班学习。1998年1月，任淮南市委秘书长、办公室主任。
1999年升任淮南市委常委。2004年调任中共亳州市委副书记，市委党校校长。2006年转任中共淮北市委副书记，市委党校校长。2011年4月，任安徽省委党史研究室副主任（正厅级），同年11月任安徽省委党史研究室主任。2018年3月，不再担任省委党史研究室主任职务，并当选安徽省政协民族和宗教委员会主任。2020年1月，不再担任安徽省政协民族和宗教委员会主任职务。